# Nati nel 1904/Aprile
| Questa pagina contiene informazioni ricavate automaticamente dalle voci biografiche con l'ausilio del template Bio e di un bot. L'aggiornamento è periodico e automatico e ricostruisce completamente la pagina. Se manca una persona in questa lista, sei pregato di non aggiungerla, ma accertati piuttosto che la sua voce biografica contenga il template Bio e che i dati anagrafici siano correttamente compilati. Se il template Bio manca, inseriscilo tu stesso o, in alternativa, metti l'avviso {{tmp\|Bio}} che ne segnala la mancanza. Se i dati riportati sono sbagliati, correggi direttamente la voce biografica; le modifiche saranno visibili in questa lista entro pochi giorni. Per chiarimenti vedi il progetto biografie. La lista contiene solo le 142 persone che sono citate nell'enciclopedia e per le quali è stato implementato correttamente il template Bio. Pagina aggiornata al 10 ago 2025. |

- 1º aprile - Nikolaj Ėrastovič Berzarin, generale sovietico († 1945)
- 1º aprile - Holger Löwenadler, attore svedese († 1977)
- 1º aprile - Epaminonda Ronconi, ciclista su strada italiano († 1981)
- 2 aprile - Karl Ragnar Gierow, regista, scrittore e traduttore svedese († 1982)
- 2 aprile - Ginevra Corinaldesi, medica italiana († 1997)
- 2 aprile - František Hochmann, calciatore cecoslovacco († 1986)
- 3 aprile - Ernesto Ghisi, calciatore italiano († 1984)
- 3 aprile - Iron Eyes Cody, attore statunitense († 1999)
- 3 aprile - Sally Rand, attrice e ballerina statunitense († 1979)
- 3 aprile - Clemente Santopaolo, calciatore italiano († 1987)
- 3 aprile - Sante Tani, militare e partigiano italiano († 1944)
- 4 aprile - Aleksandr Nikolaevič Afinogenov, drammaturgo russo († 1941)
- 4 aprile - Walter J. Kohler, politico, imprenditore e militare statunitense († 1976)
- 4 aprile - Arturo Maineri de Meichsenau, politico e matematico italiano († 1966)
- 4 aprile - Käthe von Nagy, attrice ungherese († 1973)
- 4 aprile - Asrate Mariam Yemmeru, arcivescovo cattolico etiope († 1990)
- 4 aprile - Yi Yuksa, poeta coreano († 1944)
- 4 aprile - József Újvári, calciatore ungherese († 1945)
- 5 aprile - Joseph Beecken, pugile belga († 1948)
- 5 aprile - Richard Eberhart, poeta statunitense († 2005)
- 6 aprile - William Challee, attore statunitense († 1989)
- 6 aprile - Jiří Frejka, regista ceco († 1952)
- 6 aprile - Georges Gautschi, pattinatore artistico su ghiaccio svizzero († 1985)
- 6 aprile - Norman Judd, pallanuotista irlandese († 1980)
- 6 aprile - Kurt Georg Kiesinger, politico tedesco († 1988)
- 6 aprile - Erwin Komenda, designer e progettista austriaco († 1966)
- 6 aprile - Vasili Merkuryev, attore sovietico († 1978)
- 6 aprile - Giuseppe Rigola, partigiano italiano († 1944)
- 6 aprile - Henri Vilbert, attore francese († 1997)
- 7 aprile - Charles Bardot, calciatore francese († 1973)
- 7 aprile - Antonio Berlingieri, politico italiano († 2003)
- 8 aprile - Vinicio Colombo, allenatore di calcio e calciatore italiano († 1956)
- 8 aprile - John Hicks, economista inglese († 1989)
- 8 aprile - Alfei Jürgenson, calciatore estone († 1947)
- 8 aprile - Alberto Menarini, linguista italiano († 1984)
- 8 aprile - Charles Saunders, regista e montatore britannico († 1997)
- 8 aprile - Karl Scherm, calciatore tedesco († 1977)
- 8 aprile - Georg Werner, nuotatore svedese († 2002)
- 8 aprile - Agostino degli Espinosa, saggista e romanziere italiano († 1952)
- 9 aprile - Alma Bennett, attrice statunitense († 1958)
- 9 aprile - Albino Binda, ciclista su strada italiano († 1976)
- 9 aprile - Thomas Cooper, calciatore inglese († 1940)
- 9 aprile - Ludwig Hohl, scrittore svizzero († 1980)
- 9 aprile - Mariano Manent, allenatore di pallacanestro e arbitro di pallacanestro argentino († 1993)
- 9 aprile - Sisowath Kossamak, regina cambogiana († 1975)
- 9 aprile - Vittorio Staccione, calciatore italiano († 1945)
- 10 aprile - Erik Andersen, scacchista danese († 1938)
- 10 aprile - Giovanni Chiecchi, allenatore di calcio e calciatore italiano († 1984)
- 10 aprile - Giovanni Genucchi, scultore, pittore e intagliatore svizzero († 1979)
- 10 aprile - Joachim Gottschalk, attore tedesco († 1941)
- 11 aprile - Giulio Battelli, archivista, paleografo e diplomatista italiano († 2005)
- 11 aprile - Philip Hall, matematico britannico († 1982)
- 11 aprile - Vera Lombardi, politica italiana († 1995)
- 11 aprile - Pierre Reuter, calciatore lussemburghese († 1969)
- 11 aprile - Elizabeth Roboz Einstein, chimica e neuroscienziata ungherese († 1995)
- 12 aprile - Michele Cristinzio, botanico italiano († 1989)
- 12 aprile - Paul Dahlke, attore tedesco († 1984)
- 12 aprile - Werner Kreipe, generale tedesco († 1967)
- 12 aprile - Luigi Lupo, calciatore italiano
- 12 aprile - Puccio Pucci, mezzofondista e dirigente sportivo italiano († 1985)
- 12 aprile - Vladimir Čestnokov, attore sovietico († 1968)
- 13 aprile - Cleto Carbonara, filosofo italiano († 1998)
- 13 aprile - Yves Congar, cardinale e teologo francese († 1995)
- 13 aprile - Fernando Lopez, politico filippino († 1993)
- 13 aprile - Georges Taisne, calciatore francese († 1998)
- 14 aprile - Sonia Gaskell, ballerina, coreografa e direttrice artistica lituana († 1974)
- 14 aprile - Federico Gentile, editore italiano († 1996)
- 14 aprile - John Gielgud, attore britannico († 2000)
- 15 aprile - Arshile Gorky, pittore armeno († 1948)
- 15 aprile - Antero Kivi, discobolo finlandese († 1981)
- 15 aprile - Valentin Krempl, bobbista tedesco († 1945)
- 15 aprile - Giuseppe Lippi, mezzofondista italiano († 1978)
- 16 aprile - Alfonso Bedoya, attore messicano († 1957)
- 16 aprile - Fifi D'Orsay, attrice canadese († 1983)
- 16 aprile - Jennison Heaton, bobbista e skeletonista statunitense († 1971)
- 16 aprile - Gordon Hodgson, calciatore e crickettista sudafricano († 1951)
- 16 aprile - Georg Knöpfle, calciatore tedesco († 1987)
- 16 aprile - Nino Pavese, attore e doppiatore italiano († 1979)
- 17 aprile - Jean Mohamed Ben Abdejlil, orientalista e islamista marocchino († 1979)
- 17 aprile - Johann Blank, pallanuotista tedesco († 1983)
- 17 aprile - Irene Manton, botanica britannica († 1988)
- 18 aprile - Ludwig Geyer, ciclista su strada tedesco († 1992)
- 18 aprile - Raffaele Mastellari, arbitro di calcio italiano († 1981)
- 18 aprile - Giuseppe Terragni, architetto italiano († 1943)
- 18 aprile - Ivan Ševcov, politico ucraino († 1941)
- 19 aprile - Constance Carpenter, attrice e cantante inglese († 1992)
- 19 aprile - Guido Celano, attore e regista italiano († 1988)
- 19 aprile - Riccardo Hellmuth Seidl, militare e aviatore italiano († 1941)
- 19 aprile - Fred Tilson, calciatore britannico († 1972)
- 20 aprile - Bruce Cabot, attore statunitense († 1972)
- 20 aprile - Renato Carli Ballola, giornalista e politico italiano († 1963)
- 20 aprile - Duncan Renaldo, attore rumeno († 1980)
- 21 aprile - Daniel L. Fapp, direttore della fotografia statunitense († 1986)
- 21 aprile - Odilo Globočnik, generale e politico austriaco († 1945)
- 21 aprile - Francesco Grandjacquet, attore italiano († 1991)
- 21 aprile - Vasiľ Hopko, vescovo cattolico slovacco († 1976)
- 21 aprile - Jean Hélion, pittore francese († 1987)
- 21 aprile - Vincentas Padolskis, vescovo cattolico lituano († 1960)
- 21 aprile - Victor León Esteban San Miguel y Erce, vescovo cattolico e missionario spagnolo († 1995)
- 21 aprile - Bernard Schmetz, schermidore francese († 1966)
- 21 aprile - Gijs van Hall, banchiere e politico olandese († 1977)
- 22 aprile - Cesare Gallino, direttore d'orchestra e pianista italiano († 1999)
- 22 aprile - Ramnath Goenka, imprenditore e giornalista indiano († 1991)
- 22 aprile - Nélson Monteiro de Souza, cestista brasiliano († 1963)
- 22 aprile - J. Robert Oppenheimer, fisico statunitense († 1967)
- 22 aprile - Mino Pretti, politico italiano († 1981)
- 22 aprile - Annibale Silvani, calciatore italiano († 1989)
- 22 aprile - María Zambrano, filosofa e saggista spagnola († 1991)
- 22 aprile - Giovanni Zucchi, calciatore italiano († 1985)
- 23 aprile - Leslie French, attore britannico († 1999)
- 23 aprile - Ivor Montagu, montatore, regista e sceneggiatore britannico († 1984)
- 23 aprile - Guglielmo Ulrich, architetto e designer italiano († 1977)
- 24 aprile - Willem de Kooning, pittore e scultore statunitense († 1997)
- 24 aprile - Vito Minunno, calciatore italiano († 1981)
- 24 aprile - Samuel Spritzman, ingegnere russo († 1982)
- 25 aprile - Raffaello Bellucci, politico e partigiano italiano († 1981)
- 25 aprile - Guglielmo Pelizzo, politico italiano († 1974)
- 25 aprile - Maria Adelaide di Savoia-Genova, principessa italiana († 1979)
- 26 aprile - Nick Dennis, attore greco († 1980)
- 26 aprile - Charles Feldman, produttore cinematografico statunitense († 1968)
- 26 aprile - Giuseppe Gabana, presbitero e militare italiano († 1944)
- 26 aprile - Giovanni Korompay, pittore italiano († 1988)
- 26 aprile - Paul-Émile Léger, cardinale e arcivescovo cattolico canadese († 1991)
- 26 aprile - Albert Matzinger, calciatore svizzero († 1988)
- 26 aprile - Jimmy McGrory, calciatore e allenatore di calcio scozzese († 1982)
- 26 aprile - Aatos Jaskari, lottatore finlandese († 1962)
- 27 aprile - Cecil Day-Lewis, poeta, scrittore e traduttore britannico († 1972)
- 27 aprile - Francesco Gabrieli, orientalista italiano († 1996)
- 27 aprile - Hilda James, nuotatrice britannica († 1982)
- 27 aprile - Syd Nathan, produttore discografico statunitense († 1968)
- 27 aprile - Eduardo Toro, cestista cileno
- 27 aprile - Fritz Weitzel, politico e generale tedesco († 1940)
- 28 aprile - Elvio Banchero, calciatore italiano († 1982)
- 28 aprile - Umberto Borla, generale e partigiano italiano († 1995)
- 28 aprile - Carlo Petrangeli, attore italiano († 1974)
- 28 aprile - Elisabeth Schumacher, artista tedesca († 1942)
- 28 aprile - Bryan Edgar Wallace, scrittore britannico († 1971)
- 29 aprile - Felix Smeets, calciatore olandese († 1961)
- 30 aprile - Fortunato Lamon, calciatore italiano († 1993)
- 30 aprile - Willi Mentz, militare tedesco († 1978)
- 30 aprile - George Stibitz, informatico statunitense († 1995)
- 30 aprile - Miguel Trujillo, attivista statunitense († 1989)